# Theofanis George Stavrou
Theofanis George Stavrou (griechisch Θεοφάνης Γιώργος Σταύρου, * 1934) ist ein griechisch-US-amerikanischer Historiker mit dem Schwerpunkt Ost- und Südosteuropäische Geschichte sowie Neogräzist.
Stavrou ist Professor für Geschichte und Director of Modern Greek Studies an der University of Minnesota sowie Begründer und Herausgeber der Zeitschrift Modern Greek Studies.
Stavrou arbeitet insbesondere zur Geschichte Russlands und seinen Beziehungen im osteuropäischen Raum, zur Religionsgeschichte Russlands und zur Orthodoxie überhaupt, zur südosteuropäischen Geschichte, zur Geschichte des modernen Griechenlands und seinen Beziehungen zur slawischen Umgebung. Darüber hinaus hat er sich auch verschiedenen Autoren der neugriechischen Literatur gewidmet (Kostis Palamas, Dionysios Solomos, Alexandros Papadiamantis).

## Schriften (Auswahl)
Historische Schriften
- mit Kathryn L. Reyerson, James D. Tracy (Hrsg.): Pre-Modern Russia and its World. Essays in Honor of Thomas S. Noonan. Harrassowitz Verlag, Wiesbaden 2006.
- mit John Lampe: Redefining Southeastern Europe. Political Challenges and Economic Opportunities. Südosteuropa-Gesellschaft, München 1998.
- mit Peter Weisensel: Russian Travelers to the Orthodox East from the Twelfth to the Twentieth Century. Slavica Publishers, Bloomington 1986.
- (Hrsg.): Art and culture in nineteenth century Russia. Indiana University Press, Bloomington 1983.
- mit Robert L. Nichols (Hrsg.): Russian orthodoxy under the old regime. University of Minnesota Press, Minneapolis 1978, Auszüge online.
- mit Vasiliĭ Ivanovich Alekseev: The great revival. The Russian Church under German occupation. Burgess Publishing Company, Minneapolis 1976.
- Russia Under the Last Tsar. University of Minnesota Press, Minneapolis 1969, online.
- Russian interests in Palestine, 1882–1914. A study of religious and educational enterprise. Institute for Balkan Studies, Thessaloniki 1963. – Rezension von Serge A. Zenkovsky, in: Russian Review 4.2, 1965, 196–198, JSTOR.

Neogräzistische Schriften
- (Hrsg., mit Dimitri Constas): Greece Prepares for the Twenty-First Century. Johns Hopkins University Press, Baltimore 1995. – Rezension von: Dimitris Keridis, Theodore Pelagidis, Vangelis Calotychos, in: Journal of Modern Greek Studies 15.1, 1997, 145–150, Auszug online
- (Hrsg., mit Louis Coutelle, David R. Weinberg): A Greek diptych. Dionysios Solomos and Alexandros Papadiamantis. Nostos Books, Minneapolis, Minnesota 1986. – Rezension von: Elizabeth Constantinides, in: Journal of Modern Greek Studie 5.2, 1987
- (Hrsg., Übers., mit Constantine Athanasius Trypanis, Theodore Ph. Stephanides, Georgios Konstantinou Katsimpales): Kostis Palamas, a portrait and an appreciation. Nostos Books, Minneapolis, Minnesota 1985.